# Gombau de Santa Oliva
Gombau de Santa Oliva (mort a Tortosa, Baix Ebre, 23 de gener de 1213, o 1212), va ser un bisbe.
Va ser bisbe de Tortosa entre el 22 de desembre de 1194, quan va nomentat, i fins a la seva mort, el 1213 (o 1212). Ja era canonge regular de la Catedral de Tortosa, i fou triat pel capítol de la mateixa l'any 1193. Durant el seu mandat, es van fixar els límits entre el bisbat i l'arquebisbat de Tarragona, segons un conveni firmat el 5 de febrer de 1203. També es van fixar els límits amb el bisbat de Saragossa, conveni firmat aquest cas el mes de juny de 1210. A partir d'aquest últim conveni, es van incorporar al bisbat tortosi les parròquies de Cretes, Calaceit, Lledó, Arenys de Lledó i Algars.